# Рибић Брег
Рибић Брег је насељено место у Републици Хрватској у Вараждинској жупанији. Административно је у саставу града Иванца. Простире се на површини од 1,80 км2
Рибић Брег се налазе 18 км југозападно од центра жупаније Вараждина.

## Становништво
Према задњем попису становништва из 2001. године у насељу Рибић Брег живело је 146 становника. који су живели у 37 породичних домаћинстава Густина насељености је 81,11 становника на км2
Кретање броја становника по пописима 1857—2001.
| година пописа  | 1857. | 1869. | 1880. | 1890. | 1900. | 1910. | 1921. | 1931. | 1948. | 1953. | 1961. | 1971. | 1981. | 1991. | 2001. |
| бр. становника | 79    | 82    | 85    | 119   | 121   | 121   | 140   | 148   | 149   | 168   | 139   | 128   | 142   | 155   | 146   |

'Напомена:Од 1857. до 1890. исказивано под именом Котар, 1900. под именом Котари, а од 1910. до 1971. под именом Рибић-Брег